# Regiunile Namibiei
Namibia este divizată în 13 regiuni administrative:
| #  | Regiune               | Capitala      | Populație 2001 | Suprafață km² | Densitatea populației /km2 | Harta              |
| -- | --------------------- | ------------- | -------------- | ------------- | -------------------------- | ------------------ |
| 1  | Regiunea Caprivi      | Katima Mulilo | 79 826         | 14 528        | 6                          | Regiunile Namibiei |
| 2  | Regiunea Erongo       | Swakopmund    | 100 663        | 63 579        | 2                          | Regiunile Namibiei |
| 3  | Regiunea Hardap       | Mariental     | 68 249         | 109 651       | 1                          | Regiunile Namibiei |
| 4  | Regiunea Karas        | Keetmanshoop  | 69 329         | 161 215       | 0.5                        | Regiunile Namibiei |
| 5  | Regiunea Kavango      | Rundu         | 202 694        | 48 463        | 4                          | Regiunile Namibiei |
| 6  | Regiunea Khomas       | Windhoek      | 250 262        | 37 007        | 7                          | Regiunile Namibiei |
| 7  | Regiunea Kunene       | Outjo         | 68 735         | 115 293       | 1                          | Regiunile Namibiei |
| 8  | Regiunea Ohangwena    | Eenhana       | 228 384        | 10 703        | 21                         | Regiunile Namibiei |
| 9  | Regiunea Omaheke      | Gobabis       | 68 039         | 84 612        | 8                          | Regiunile Namibiei |
| 10 | Regiunea Omusati      | Oshakati      | 228 842        | 26 573        | 9                          | Regiunile Namibiei |
| 11 | Regiunea Oshana       | Etosha        | 161 916        | 8 653         | 19                         | Regiunile Namibiei |
| 12 | Regiunea Oshikoto     | Tsumeb        | 161 007        | 38 653        | 4                          | Regiunile Namibiei |
| 13 | Regiunea Otjozondjupa | Okahandja     | 135 384        | 105 185       | 1                          | Regiunile Namibiei |